# Beker van Nederland (handbal) 2020/21
De Beker van Nederland (NHV Beker) is het landelijke bekertoernooi van het Nederlands Handbal Verbond.

## Gevolgen van de coronacrisis in Nederland
Door de tweede golf van het Coronavirus in Nederland is na de tweede voorronde van de heren het beker toernooi geschrapt. Deze is ook niet meer uitgespeeld.

## Deelname
Met ingang van dit seizoen is er een wijziging opgetreden waar het de ploegen betreft, die zijn gerechtigd om deel te nemen. Deelname staat open voor ploegen die:
- In het huidige seizoen ten minste op Hoofdklasse niveau spelen. Voorheen waren dit de ploegen die het voorafgaande seizoen op hoofdklasse niveau speelden.
- Winnaar zijn geworden van een van de regiobekers in het voorafgaande seizoen. Dit is onveranderd.
- In het huidige seizoen uitkomen in de landelijke A jeugddivisie. Deze ploegen mogen voor het eerst deelnemen.

## Opzet
- Er wordt gespeeld in een knock-outsysteem.
- Zowel bij de dames als heren, zijn er 10 ploegen die pas instromen bij de 1/8 finales. Bij de dames is dit de volledige eredivisie van dit seizoen. En bij de heren de 6 Nederlandse ploegen uit BENE-League van vorig seizoen, de beste 2 ploegen uit de reguliere competitie van de eredivisie en de 2 beste ploegen uit runner-up nacompetitie van vorig seizoen.
- Alle andere ploegen worden onderverdeeld in 6 geografisch georiënteerde regio's waarbij het aantal ploegen per regio kan verschillen. Per regio wordt steeds geloot wie tegen wie speelt en, afhankelijk van het aantal ploegen in een regio, wie eventueel is vrijgesteld van het spelen van een ronde.
- Wanneer in de voor-, eerste- en tweede ronde ploegen tegen elkaar loten die op verschillend niveau spelen, dan krijgt de ploeg die op het lagere niveau speelde het thuisvoordeel, zelfs wanneer deze ploeg als uitspelende ploeg heeft geloot. De landelijke A jeugddivisie wordt als laagste niveau ingeschaald.
- In de derde ronde komt het recht op thuisvoordeel voor een ploeg op lager niveau te vervallen wanneer zij als uitspelende ploeg loten. Na het spelen van de derde ronde is er per regio precies één ploeg overgebleven. Deze ploegen worden ook wel aangeduid als de regiowinnaars, niet te verwarren met de regio bekerwinnaars, en de derde ronde wordt derhalve ook wel aangeduid als de regiofinales.
- Voor de 1/8 finales worden de 6 regiowinnaars en de 10 tot dan toe vrijgestelde ploegen samengevoegd. Door loting wordt bepaald wie tegen wie speelt, waarbij de regiowinnaars niet tegen elkaar kunnen uitkomen en ze tevens het thuisvoordeel krijgen.
- Vanaf de 1/4 finales wordt alles, zonder enige uitzondering, door loting bepaald.
- De finales worden op neutraal terrein gespeeld. Dit seizoen was dit TopsportCentrum te Almere.

## Wedstrijden
Voor alle wedstrijden geldt dat er 2 x 30 minuten wordt gespeeld met een rust van 10 minuten.
Indien een wedstrijd gelijk eindigt, worden achtereenvolgens de volgende stappen doorlopen totdat er een beslissing is gevallen:
- een verlenging van 2 x 5 minuten met 1 minuut pauze;
- een tweede verlenging van 2 x 5 minuten met 1 minuut pauze;
- een serie van vijf 7-meterworpen voor elk team door verschillende spelers/speelsters;
- een tweede serie van vijf 7-meterworpen voor elk team door verschillende spelers/speelsters (dit mogen dezelfde spelers/speelsters als in de eerste serie zijn);

Daar waar er sprake was van 1 verlenging staat, hieronder bij de teams, tussen parentheses "()" de stand na 60 minuten. Bij 2 verlengingen staat tussen parentheses de stand na 60 minuten en de stand na de eerste verlenging. Bij 7 meters staat er als stand de uitslag na de tweede verlenging met daarbij opgeteld het resultaat van de 7 meters, en tussen parentheses de stand na 60 minuten, de stand na de eerste verlenging en de stand na de tweede verlenging.

## Speeldata
|       | Eerste voorronde     | Tweede voorronde   | Eerste ronde        | Tweede ronde        | Derde ronde        | 1/8 finale         | 1/4 finale       | 1/2 finale       | finale      |
| ----- | -------------------- | ------------------ | ------------------- | ------------------- | ------------------ | ------------------ | ---------------- | ---------------- | ----------- |
| Heren | 22-24 september 2020 | 13-15 oktober 2020 | 10-12 november 2020 | 8-10 december 2020  | 12-14 januari 2021 | 2-4 februari 2021  | 9-11 maart 2021  | 13-15 april 2021 | 13 mei 2021 |
| Dames | 15-17 september 2020 | 6-8 oktober 2020   | 3-5 november 2020   | 15-17 december 2020 | 19-21 januari 2021 | 9-11 februari 2021 | 16-18 maart 2021 | 6-8 april 2021   | 13 mei 2021 |

## Wedstrijden
| Thuis                       | Stand   | Uit                         |
| --------------------------- | ------- | --------------------------- |
| 000000000000000000000Duiven | 00 - 00 | Havana000000000000000000000 |

| Thuis                         | Stand   | Uit                           |
| ----------------------------- | ------- | ----------------------------- |
| Erix                          | 00 - 00 | Habo '95                      |
| UDI 1896                      |         | Ha-STU                        |
| Celeritas                     |         | Lotus                         |
| Tonegido                      |         | Havas                         |
| KRAS/Volendam A               |         | Zaanstreek                    |
| Vido                          |         | Vrone/Berdos                  |
| U.S. 2                        |         | Yourlease/Eemland             |
| KRAS/Volendam 3               |         | Commandeur/VVW                |
| KRAS/Volendam 4               |         | Havas 2                       |
| Swift A                       |         | Dynamico                      |
| Dynamico A                    |         | DFS Arnhem-Huissen HV         |
| BouwCenter Center/HVW         |         | Sani4all/Artemis '15          |
| Zwart-Wit                     |         | Rapiditas                     |
| Bevo HC 3                     |         | Handbal Someren               |
| DWS A                         |         | G.H.V.                        |
| De Meeuwen                    |         | WPK/Westlandia                |
| Quintus 2                     |         | Green Park Handbal Aalsmeer 2 |
| DIOS                          |         | B&B Healthcare/WHC-Hercules   |
| Foreholte                     |         | Gemini (Z)                    |
| Huissen HV-DFS Arnhem         |         | PSV Handbal                   |
| Yourlease/Eemland 2           |         | BodyResults/Volendam 2        |
| Hercules '81                  |         | Apollo                        |
| V.I.O.S.                      |         | Herpertz/Bevo HC 2            |
| Gemini (V)                    |         | BFC 2                         |
| HC Groot Venlo                |         | KEMBIT-LIONS 2                |
| United Breda/Orion (R)        |         | Dongen                        |
| Van Tiel/Ventura              |         | DWS                           |
| Hercules 2                    |         | B&B Healthcare/WHC-Hercules 2 |
| Hellas 3                      |         | Green Park Handbal Aalsmeer 3 |
| B&B Healthcare/WHC-Hercules A |         | IMTO Benelux/Hellas 2         |
| Quintus A                     |         | Houten 2                      |
| HCLB                          |         | U.S.                          |
| Oliveo A                      |         | Drechtsteden                  |

| KRAS/Volendam, KEMBIT/LIONS, JD Techniek/Hurry Up, Herpertz/Bevo HC, The Dome/Handbal Houten, Green Park Handbal Aalsmeer, Quintus, Oosting Metaal Recycling/E&O, BFC en IMTO Benelux/Hellas zijn automatisch geplaatst voor de achtste finale. |

| Thuis                           | Stand   | Uit                             |
| ------------------------------- | ------- | ------------------------------- |
| 0000000000000000Vlug en Lenig A | 00 - 00 | BFC 200000000000000000000000000 |
| VHC '13                         |         | Bevo HC 3                       |
| PSV Handbal A                   |         | Habo '95                        |

| Thuis                         | Stand   | Uit                             |
| ----------------------------- | ------- | ------------------------------- |
| 00000000000000000000000000OBW | 00 - 00 | De Tukkers 2                    |
| DFS Arnhem                    |         | Hacol '90                       |
| Borhave 2                     |         | D.S.V.D. 2                      |
| U.S.                          |         | Westsite                        |
| Houten                        |         | Green Park Handbal Aalsmeer 2   |
| Westfriesland/SEW A           |         | Z.A.P. 2                        |
| Z.A.P. A                      |         | Westfriesland/SEW 3             |
| KSV                           |         | Commandeur/VVW                  |
| Meervogels '60                |         | Westfriesland/SEW 2             |
| RED-RAG/Tachos                |         |                                 |
| WPK/Westlandia                |         | VENECO/VELO                     |
| DWS                           |         | United Breda/Orion (R)          |
| Hellas                        |         | Sima Sport/Ventura              |
| Gemini (Z)                    |         | Klaverblad/Oliveo               |
| Foreholte 2                   |         | Foreholte                       |
| PCA/Kwiek A                   |         | Wijhe '92                       |
| Fit & Fun/Voorwaarts          |         | Lettele                         |
| SV De Valken                  |         | JuRo Unirek/VZV                 |
| Herpertz Bevo HC              |         | PSV Handbal                     |
| V.I.O.S.                      |         | Vlug en Lenig 2                 |
| Quintus A                     |         | Atomium '61                     |
| Avanti Wilskracht             |         | Plus Severijn/Heeten            |
| Overwetering                  |         | Wesepe                          |
| W.H.C.                        |         | Nijhof/Broekland                |
| Nieuwegein                    |         | OTTO Work Force/VOC Amsterdam 2 |
| Geel-Zwart                    |         | Tornado                         |
| Vido                          |         | Westfriezen                     |
| BSAC                          |         | MEOS                            |
| De Sprint                     |         | Margraten                       |
| LimMid                        |         | M.I.C.                          |
| Dongen                        |         | Quintus 2                       |
| Verburch                      |         | WPK/Westlandia 2                |
| 0000000000000Vlug en Lenig A  | 00 - 00 | BFC                             |
| Habo '95                      |         | Carbooter Goup/HandbaL Venlo 2  |
| VHC '13                       |         | Handbal Someren                 |

| Westfriesland/SEW, Borhave, Geonius/V&L, Garage Kil/Volendam, Fortissimo, Quintus, OTTO Work Force/VOC Amsterdam, Carbooter Goup/HandbaL Venlo, Boer’n trots Kaas/D.S.V.D. en Juro Unirek/VZV zijn automatisch geplaatst voor de achtste finale. |